# إد مارس
إد مارس (بالإنجليزية: Ed Mars) هو لاعب كرة قاعدة أمريكي، ولد في 9 ديسمبر 1866 في شيكاغو في الولايات المتحدة، وتوفي بنفس المكان في 9 ديسمبر 1941.

## وصلات خارجية
- إد مارس على موقعبيزبول رفرنس.كوم (الدوري الرئيسي) (الإنجليزية)
- إد مارس على موقعبيزبول رفرنس.كوم (الدوري الثانوي) (الإنجليزية)